# Encentrum moldavicum
Encentrum moldavicum är en hjuldjursart som beskrevs av Sládecek 1961. Encentrum moldavicum ingår i släktet Encentrum och familjen Dicranophoridae. Inga underarter finns listade i Catalogue of Life.